# Independencia de Valledupar
La Independencia de Valledupar de Reino de España, en el marco de la
y las Guerras de independencia hispanoamericana, comenzó el 21 de mayo de 1810, como parte de la llamada "Revolución de 1810" que se dio en el Virreinato de Nueva Granada. Los movimientos de insurrección en contra de la Corona española en América se iniciaron en 1809 en Chuquisaca, La Paz y Quito. En el Virreinato de la Nueva Granada se inician después del alzamiento en Caracas el 19 de abril de 1810, teniendo a Valledupar como la primera población en levantarse. El levantamiento fue propiciado principalmente por María Concepción Loperena quien dio el grito de independencia en Valledupar el 4 de febrero de 1813 y patrocinó la causa libertadora de Simón Bolívar, donándole 300 caballos para su ejército. Los independentistas buscaban formar una nueva nación llamada inicialmente Provincias Unidas de Nueva Granada dentro del periodo que se denominó en la historia de Colombia como la Patria Boba.
El Acuerdo 002 del 14 de febrero de 2004, fue aprobado por el Concejo de Valledupar, por el cual se institucionalizó el 4 de febrero como fecha histórica en el municipio de Valledupar y se ordena izar la bandera del municipio en los establecimientos públicos, especialmente en los colegios.

## Antecedentes
En 1808, Napoleón Bonaparte invadió España, por lo cual surgen juntas de gobierno para enfrentar a los franceses. Se nombra a un español en lugar de un criollo en representación de la Nueva Granada, lo cual genera el llamado Memorial de Agravios. 
El primer período de la independencia de Colombia aconteció en Cartagena de Indias con los dos sitios a la que fue sometida la población de esa ciudad. Se formaron las Juntas Gubernativas en Cartagena de Indias el 22 de mayo de 1810 oficialmente.
En 1806 llegó a Valledupar Gregorio de Hoyos marqués de Valde-Hoyos, coronel retirado de Caballería y amigo personal del Virrey Antonio José Amar y Borbón. Al parecer cometió numerosos atropellos en contra del pueblo de Valledupar y discrepó con el alcalde de esa localidad a quien tildó de ignorante en su cara. El alcalde le respondió de igual manera. El altercado del entonces alcalde con el marqués llegó a conocerlo el mismo virrey en 1807, por lo que destituyó al alcalde y nombró al marqués como alcalde de Valledupar. En 1808 el entonces gobernador del Riohacha, Juan de Sámano, de visita en Valledupar, envió una nota al virrey donde le informaba lo que acontecía con el marqués, donde el pueblo se mantenía en cólera por sus abusos. La carta leía (sic):

Excmo. Sr. Virrey:
Al llegar a esta ciudad, todos los vecinos me han expresado su inconformidad con las actuaciones del Marqués de Valde-Hoyos, por sus atropellos, y arbitrariedades; siendo que es un leal defensor de los fueros Reales y de las órdenes del Fiscal pertenecientes a esa Suprema Audiencia.
Las quejas son fundadas, pero en verdad no se puede desautorizar a un excelente y leal servidor de S.M.
Valle Dupar 1 de marzo de 1808
Juan de Sámano.

Luego, en un memorial al Ministro de la Corte de España fechado 24 de mayo de 1810, en el que el Conde del Real Agrado le expresó la situación al gobierno español, también describía al marqués de Valde-Hoyos como un ser malvado y loco, que cometió vejaciones, prisiones y tropelías contra el pueblo del Ayuntamiento de Valledupar, basándose en la protección del virrey.

## Alzamiento
En carta al virrey, Vicente Ruíz de Gómez, entonces encargado temporal de la alcaldía de Valledupar, le escribe comentándole la situación del alzamiento en contra del Marqués de Valde-Hoyos, entonces alcalde de Valledupar por orden real.

Ald. Or. Valledupar, 22 de mayo de 1810
Excelentísimo Sr. Virrey
Sirva la pte. para informar a s.s. que anoche más de cuatrocientos vecinos de los barrios de la ciudad, se alzaron contra las autoridades reales, dando abajos al alcalde Marqués de Valde-Hoyos, al exm. Virey y mueras a S.M. Fernando VII. Como no había suficiente fuerza pública se pidió refuerzos a San Juan, para que las autoridades de allí vinieran en otra ayuda sin conseguir hasta ahora apoyo. El bajo pueblo está gobernando y todos los servidores públicos están huyendo, esperando que con fuerzas públicas restablecer la autoridad, pues hasta ahora no se ha podido convencer a los caporales y cabecillas locales. Es conveniente enciar fuerzas para acabar con el alzamiento, porque de lo contrario se recibirán maltratos y hechos deplorables. Dios Gde a usted muchos años,
Vicente Ruíz de Gómez, encargado de la alcaldía por ausencia del Sr. Marqués.

El 2 de junio de 1810, Ruíz de Gómez le vuelve a escribir al virrey en notable desespero pidiéndole que envíe los refuerzos ya que hay desabastecimiento de alimentos y los empleados públicos incluyendo el Marqués se encuentran en la clandestinidad. Le menciona que todos los días han estado apareciendo pasquines que dicen "Abajo el Rey, viva la libertad".
En Chiriguaná también ocurrió un levantamiento, separándose de la jurisdicción de Tamalameque. Mientras que la población de El Banco formó su propio gobierno. 
En 1811, en documento memorable, el Cabildo de Valledupar pidió que se le diera debida representación ante las cortes con el nombramiento de un diputado. Petición que fue negada por las autoridades coloniales. El Cabildo entonces envió a Santa Fe a Don Pedro Fernández de Castro para que se entendiera con las Junta Independiente que presidía Jorge Tadeo Lozano. Fernández de Castro fue luego enviado a Cartagena de Indias por recomendación de Manuel Rodríguez Torices, ya que el gobierno de Santa Marta, gobernado por Tomás Acosta, defendía los intereses de la Corona española. Rodríguez Torices también le indicó a Fernández de Castro cómo debía contribuir a la lucha independentista. 
Fernández de Castro llegó a Cartagena de Indias vía Valledupar-Cerro de San Antonio, bordeando la Sierra Nevada de Santa Marta, donde en el camino se le unieron delegaciones independentistas de la región, en especial de El Piñón y Guaimaro. Por Valledupar la comitiva estuvo formada por Fernández de Castro, Pascual Díaz Granados, José Francisco Maestre, y Arcisclo Arzuaga. Las comitivas se reunieron con Rodríguez Torices y Simón Bolívar para planear el ataque al Virreinato. La resolución de la reunión se acordó preparar un contingente de voluntarios para cuando el caso lo exigiera, acondicionar defensas y arreglar el camino de El Molino-Serranía del Perijá por la vía del Sucuy para cooperar con los alzados en la Provincia de Maracaibo. A los delegados de Valledupar les fue asignado dinero en papel moneda de curso forzoso emitido por el gobierno de Cartagena. El plan era invadir el Virreinato por La Guajira, lo que no convenció del todo a Bolívar. 

Mil pequeños incidentes indicaban distintivamente que no había buena fe de parte del gobierno de Cartagena, sin embargo, esperábamos que el inminente peligro, la razón, la justicia y el interés aconsejarán la unión; pero no fue así, un vano temor por una parte, una inmerecida rivalidad por otra, una inconsulta ambición y todas las pasiones excitadas hasta el extremo hicieron que el General Castillo, me notificase en términos expresos, que yo y mi ejército debíamos marchar (proyecto imposible en aquellas circunstancias), por el Valle de Upar para atacar a Santa Marta...
Simón Bolívar

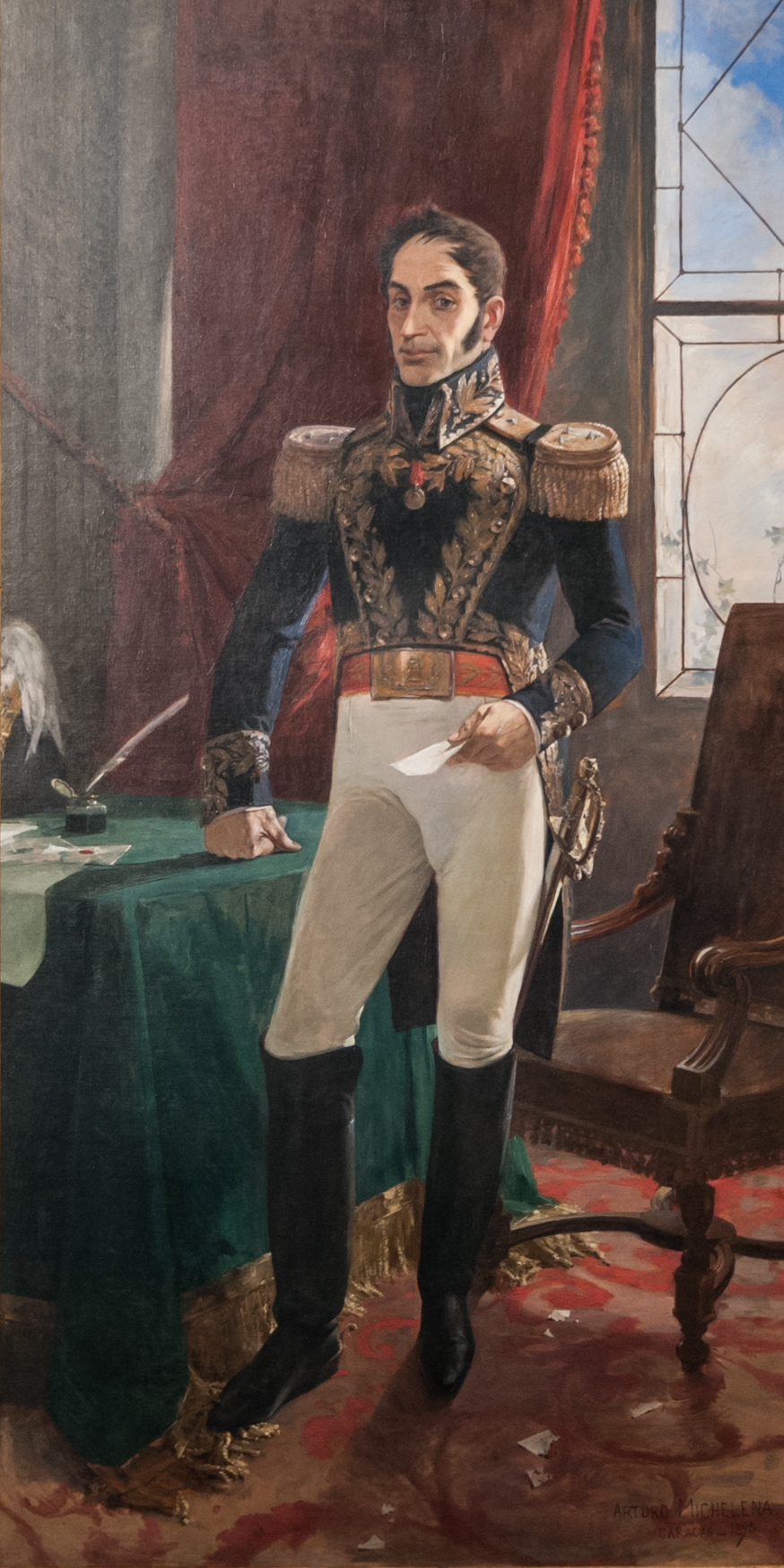
El Libertador, Simón Bolívar.

El Cabildo de Valledupar no cumplió a cabalidad con lo acordado con el Gobierno de Cartagena, lo que aprovechó el coronel Juan Salvador Anselmo Daza, bajo órdenes del gobernador Acosta, para organizar un contingente del ejército realista junto a tropas de Antonio Buenaventura de la Sierra. Recorrieron las poblaciones de la comarca exigiendo a los pobladores fidelidad al Rey Fernando VII. A los patriotas se les prohibió la venta de cualquier producto y la circulación del papel moneda distribuido por la gobernación de Cartagena. 
El 9 de abril de 1811 Jorge Tadeo Lozano, en comunicación como Presidente del Estado Libre de Cundinamarca, expresó su interés en anexar la Provincia de Santa Marta a las Provincias Unidas de Nueva Granada y volverlo un Departamento. Santa Marta, al igual que Riohacha, se mantenían como ciudades realistas, en coalición con los Gobernadores de Coro, Maracaibo y Puerto Rico con lo que pretendían atacar por el Zulia.
El 11 de julio de 1811, el presidente del gobierno de Cartagena, le comunicó al gobierno de Santa Marta que en Valledupar querían tener su propia representación ante las cortes y no estar bajo las ofensas a personas, territorios y propiedades del Gobierno de Santa Marta, por lo que les avisaba que tenía a su disposición para defender a Valledupar el contingente de tropas del Río Magdalena.
El coronel Juan Salvador Anselmo Daza, en carta dirigida a los gobernantes de Riohacha y Santa Marta informó que del 31 de diciembre al 3 de enero de 1812, Bolívar estuvo en Chiriguaná, recibido por el alcalde José Pío del Río, donde había hecho una manifestación popular en contra del Rey. Durante dicha estancia, Bolívar fue visitado por María Concepción Loperena, viuda del coronel Don José Manuel Fernández de Castro, su hijo Pedro Norberto, Ascisclo Arzuaga, José Francisco Gutiérrez, Rafael Araújo, José Antonio de Quirz y Francisco Luis Soto para recibir instrucciones de Bolívar y que también tomó como compañero y guarda al Sr. José Francisco Maestre, hijo del Alférez José Vicente Maestre leal a la corona. A Bolívar le enviaron caballos y ganado, soldados y alimentos para combatir en los valles de Cúcuta, donde los guardan en los hatos saqueados de la Sra. Ángela Rafaela de Torres, Marqueza de Torres Toyos y de Don José de Amate.

## Independencia
En los primeros días de enero de 1813, el Cabildo de Justicia de Valledupar resolvió tomar mayor actividad e invitó a los pueblos vecinos más poblados con el fin de participar en la elección del Magistrado del Pueblo que se haría el 29 de enero del mismo año. Los cabilderos escribieron:

Teniendo que tratar este Cabildo con congregación del pueblo y vecinos de los sitios del partido, varios particulares de conveniencia por pova, entre ellos la elección de Magistrado que anualmente se acostumbra, se proviene a Ud. convocar a los vecinos de ese sitio y comprezcan con ellos a esta ciudad el día 6 del entrante mes de febrero para tratar de este y otros importantes objetos de seguridad; en el concepto que de no verificarlo se les juzgará como contrarios de la patria, aplicándoles las penas al que por su desobediencia se haga acreedor. Dios guarde a su V.M. muchos años. Valledupar 29 de enero de 1813.
Antonio Fernández de Castro,
José Vicente Ustáriz,
José Vicente Maestre,
Rafael Díaz Granados,
Sr. Dn. Juan Manuel Garavito, alcalde pedáneo de Barrancas.

El Cabildo resolvió preparar la fecha para proclamar la independencia de Valledupar y pegaron carteles de invitación en las calles de la ciudad para que el pueblo atendiera el evento. Enviaron comisionados a los pueblos vecinos para que se adhirieran a la naciente república.

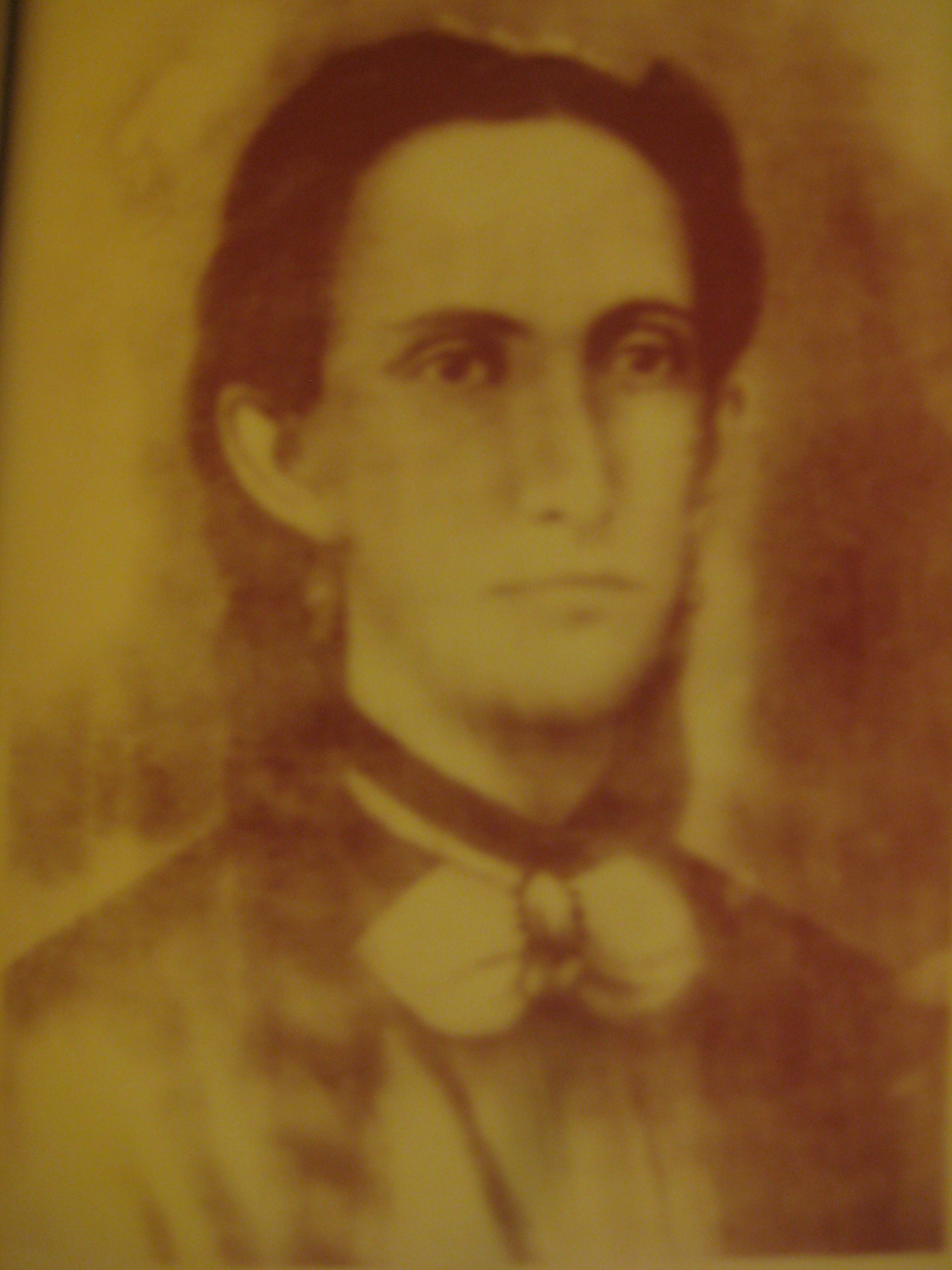
Daguerrotipo de María Concepción Loperena, líder de la insurrección contra la Corona española en Valledupar.

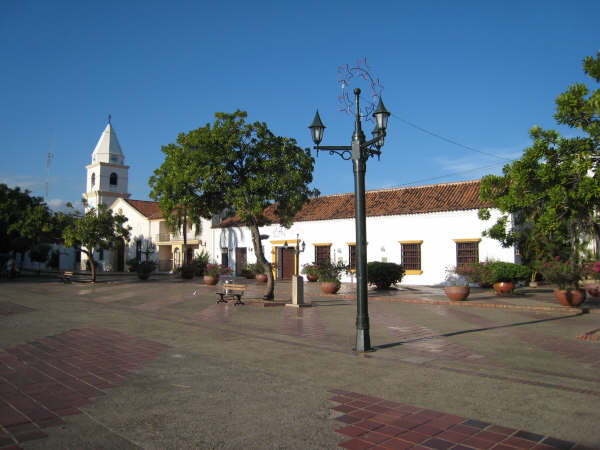
Casa del escribano Céspedes, donde se firmó el acta de Independencia de Valledupar, frente a la plaza principal.

El 4 de febrero de 1813, a las 10 de la mañana, el Cabildo de Valledupar inició una sesión pública en la que se proclamó la independencia de Valledupar. El Cabildo nombró una comisión para dialogar con María Concepción Loperena e invitarla a la proclama, ya que estaba bajo instrucciones de Bolívar y había sido la persona que había enviado a su propio hijo, el Comisionado Fernández de Castro a Cartagena inicialmente. La proclamación de la independencia se llevó a cabo en la casa del escribano de la plaza principal de Valledupar. María Concepción Loperena aceptó la invitación y leyó el Acta de Independencia, al grito de vivas a Jorge Tadeo Lozano y el presidente de Cartagena, Rodríguez Torices, y luego se nombraron comisiones para que se informara a las poblaciones vecinas. En el acto también se quemaron los escudos de armas y retratos del Rey Fernando VII y se leyó el manifesto de Simón Bolívar que había sido leído por él mismo en la villa de Tenerife dirigiéndose a los neogranadinos.
El acta de independencia proclamaba:

“Sea notorio a cuantos esta acta vieren, como yo María Concepción Loperena Fernández de Castro, mujer libre, de origen realista pero hoy republicana, en nombre del cabildo de justicia y regimiento de esta ilustre ciudad, proclama libre e independiente a la ciudad de Valle de Upar del gobierno español y la somete a los auspicios del supremo Presidente S.E. Jorge Tadeo Lozano y hace sabedores a todos los aquí presentes, que la ilustre ciudad está por esta acta, ahora que son las diez de la mañana, LIBRE y dispuesta a luchar por conseguir la libertad de todos los pueblos que guardan unión con el vínculo indestructible del idioma y el pensamiento.

Pongo a disposición del gran Simón Bolívar trescientos caballos de mis haciendas, que llevaré en persona al ilustre militar. En presencia de todos exijo juramento de fidelidad y quemo por mis propias manos el retrato y escudo de armas de su Majestad y ordenó, en nombre del Cabildo de que hablo poner los pechos valientes al sacrificio en aras de la libertad de los pueblos dirigidos por su excelencia Jorge Tadeo Lozano. En constancia firmó en la ciudad de Valle de Upar a los cuatro días de febrero de 1813.
María Concepción Loperena de Fernández de Castro.”
Se adhirieron José Valerio de las Caxigas,
Nicolás Baute,
José F. Quintero,
Israel de Quiroz,
José Vicente Maestre,
Rafael Araujo,
Vicente S. Maestre,
J.M. Pumarejo,
Juan de Plaza,
José Dolores Céspedes,
José Vicente Ustariz,
Pedro Fernández de Castro,
Rafael Díaz Granados,
Rafael de Armas,
Antonio Fernández de Castro,
Luis Manuel de León
Agustín de Arocas.

## La contrarrevolución
En la madrugada del 5 de febrero de 1813, llegó a Valledupar un contingente del ejército realista procedente de la población de Valencia de Jesús (Pueblo Nuevo), de notoria población española. El ataque fue repelido por tropas a cargo de José Vicente Ustáriz. La noticia sobre la proclamación de la independencia en Valledupar, llegó a los pueblos vecinos como El Banco, Fonseca, Chiriguaná, San Diego, El Paso, Los Venados, Barrancas, entre otros, y que se adhirieron al movimiento. 
Mientras en Valledupar los independentistas celebraban, en Santa Marta eran reprimidos el ejército de Pierre Labatut, francés al servicio del gobierno de Cartagena y quien había pertenecido a los ejércitos de la Guardia Imperial de Napoleón.
El primer combate que libraron realistas contra independentistas de Valledupar se llevó a cabo entre las tropas realistas de Andrés Medina, nieto del Cacique de La Guajira que iba mejor armado que el contingente de 200 hombres al mando de José Eugenio García, autorizado por el Cabildo de Valledupar para brindar apoyo independentista a otras poblaciones vecinas. El combate llenó de entusiasmo a las tropas realistas acantonadas en Barrancas, Fonseca y Riohacha. Medina no se atrevió a sitiar a Valledupar, pero se tomó la población de Badillo, destituyó a los independentistas y nombró individuos promonárquicos. 
Para el 20 de febrero comisionados de San Juan del César, Barrancas, Fonseca y Riohacha, ya habían formado ayuntamientos que se ajustaban a la nueva constitución española de 1812. Se aprobó una protesta pública contra los hechos ocurridos en Valledupar.
el 28 de marzo de 1813, Jorge Tadeo Lozano le agradeció a María Concepción Loperena su valentía y alentó a los independentistas a que continuaran luchando contra la monarquía.
A raíz de la proclamación de la independencia en Valledupar, el Marqués de Valde-Hoyos en asocio con el Coronel Juan Salvador Anselmo Daza y de Buenaventura de la Sierra, se alzaron en las poblaciones de Villanueva y El Molino, proclamando la autoridad del rey. En Villanueva el Cacique Canopán de la tribu Chimila atacó y desarticuló el ejército que el Marqués quería utilizar para contrarrestar la revolución en Valledupar. Cerca de 87 unidades del ejército realistas se vieron obligadas a la retirada tras la caída del contingente del Marqués de Valde-Hoyos en 1813. El Marqués de Valde-Hoyos fue luego enviado al Perú, a la región de Cuzco, donde ocurrieron levantamientos similares en su contra.

## Ataque de 1818
En 1818 las fuerzas españolas al mando de Juan Salvador Anselmo Daza atacaron Valledupar y a pesar de la resistencia, los civiles se vieron obligados a huir. Finalmente, los realistas se tomaron Valledupar. El Coronel Daza destituyó a todas las autoridades y restableció el gobierno realista, como le había ordenado hacer el gobernador Ruiz de Porras. 
Los independentistas desterrados fueron auxiliados por indígenas de la etnia Tupe, con el fin de organizar un ejército y retomar el control sobre Valledupar. De la población de Chiriguaná enviaron también un contingente de independentistas al mando de Eugenio García, José Francisco Maestre, Braulio de Leiva y Luis José Peinado. Mientras que el coronel realista Juan Salvador Anselmo Daza marchó hacia Riohacha donde en el camino retoma algunas de las poblaciones de aledaña que también se habían alzado en rebelión contra la monarquía. Sin embargo, hasta diciembre de 1818 los esfuerzos por reconquistar Valledupar por parte de los patriotas fueron en vano, debido a la falta de preparación e instrucciones del coronel Montes de Oca, quien había sido enviado por el Libertador Bolívar como segundo al mando después del general Mariano Montilla.

## Campaña de 1818-1820
Entre 1818 y 1820 se llevaron a cabo numerosas batallas entre realistas y patriotas en la región de las gobernaciones de Santa Marta y Cartagena. El 6 de octubre de 1819, el aventurero escocés Gregor MacGregor intentó sitiar a Riohacha. Los realistas entonces atacaron la población de Los Venados, donde se acantonaban tropas patriotas. En las poblaciones de Villanueva y El Molino, el Cacique Canopán fue apoyado por el General Rafael Urdaneta. Bolívar entonces ordenó a Mariano Montilla y a Luis Brión a que se fueran a Santa Marta, Riohacha y Valledupar con el contingente de soldados irlandeses de la legión extranjera con el fin de derrotar a los realistas, lo cual no consiguieron por la resistencia que pusieron los ejércitos de Juan Salvador Anselmo Daza. Debido al embate de los patriotas, los ejércitos realistas se vieron obligados a operar como guerrillas y a asilarse en la selva para luego contra-atacar. 
En Valledupar, las guerrillas realistas en cabeza del líder indígena Miguel Gómez, perturbaban el orden que los patriotas querían imponer en la ciudad por lo que el gobierno de los patriotas encomendó al Coronel Montes de Oca para que restableciera la seguridad de la Provincia de Santa Marta. El Coronel Montes de Oca se fue a la población de El Paso donde sostuvo una negociación con otro líder indígena llamado Eustaquio Valles, quién le permitió acceder a Chiriguaná, pero fueron traicionados por los rebeldes, quitándoles 200 fusiles y 8.000 cartuchos. Entre tanto, Bolívar envió a Santa Marta 1.600 hombres de los cuerpos de Lara, Córdoba y Maza, 800 hombres a Mompox y luego ordenó a Montes de Oca, que estaba Chiriguaná, dirigirse a Valledupar con sus 600 hombres para cubrir el ataque. En carta al coronel Montilla, Bolívar pretendía enviar las tropas de Mompox a Valledupar por la vía de Chiriguaná para unirse a 200 hombres bajo el mando del teniente coronel Ramos. Al mismo tiempo en Valledupar y Fonseca, las guerrillas realistas del indígena Miguel Gómez continuaron hostigando. 
Con la rendición de Cartagena los pueblos de El Molino, San Juan del César, Urumita, El Tablazo y Villanueva, se alzaron contra el gobierno neogranadino de los patriotas. Los patriotas de estas poblaciones se refugiaron en Valledupar. El coronel patriota José Sardá organizó una reconquista y derrotó a los realistas. Sardá fusiló en San Juan del César al líder realista de apellido Canalete y quien había organizado el ataque a dichas poblaciones.
El coronel realista Warleta quien operaba en la población de Remedios y Zaragoza, fue derrotado por el coronel José María Córdoba en 1820, obligándolo a huir a la región del río Magdalena, llegando a la población de Mompox. Desde Mompox, el coronel Warleta trató de auxiliar al Coronel Juan Salvador Anselmo Daza en Valledupar, enviándole un contingente de soldados, los cuales fueron derrotados bajo órdenes de Bolívar por el Coronel Jacinto Lara. Mientras el coronel Montilla junto al Almirante Brion retomaba control sobre Riohacha y regresó a Valledupar con el contingente de irlandeses para acabar con los residuos que el gobernador José de Solís y el coronel Daza habían dejado en la zona. Sobre este plan, las órdenes de Bolívar expresaban:

Reservado
República de Colombia. Simón Bolívar, Presidente de la República, General en Jefe del Ejército Libertador, etc. Exlmo. Señor:
El Coronel Montilla debe ejecutar en todo este mes de febrero un desembarco sobre la costa de Riohacha y yo le he ofrecido que una columna marcharía por el Valle Dupar a cooperar con él y tomar Maracaibo... La expedición sutil podrá desembracar en Chiriguaná, pero deberá tocar en Puerto Real para saber si allí las noticias que deberá comunicar el Sr. Coronel Carrillo... Todo debe ejecutarse con la mayor celeridad; yo quiero que estas tropas estén en Chiriguaná a fines de este mes. Esta operación es capital y así ningún sacrificio debe ahorrarse para que se logre. Libre Maracaibo está asegurada la libertad de Cundinamarca por las armas, por el comercio y por la opinión.
Dios guarde a V.E. muchos años.
Cuartel Gral. de Táriba a 10 de febrero de 1820.
Bolívar

Al mediodía del 18 de marzo de 1820, el coronel Montilla entró a Valledupar acompañado del duque de O'Connor, teniente de la Casa Real Irlandesa, el duque de Mánchester, exgobernador de Jamaica y almirante Home Riggs Popham, el teniente Stopford y el almirante Brion. Las calles y plaza principal de Valledupar fueron adornadas con banderas, mientras disparaban artillería en celebración. 
Sin embargo, para el 19 de junio en un parte de Bolívar al general Santander, éste le informa de un envío de 1.300 tropas a Chiriguaná bajo los coroneles Lara y Carmona para encontrarse el 25 de junio y dirigirse a San Juan del César vía Valledupar. Para el 15 de julio se informó que los realistas tenían cerca de 1.300 hombres entre Valledupar y Riohacha.